# دانيال بايرنز
دانيال بايرنز (بالإنجليزية: Danielle Byrnes)‏ هي عارضة أسترالية، ولدت في 29 مارس 1987.